# Ancylopus nigrothoracica
Ancylopus nigrothoracica is een keversoort uit de familie zwamkevers (Endomychidae). De wetenschappelijke naam van de soort werd in 2003 gepubliceerd door Pal.